# Звягин, Сергей Евгеньевич
Сергей Евгеньевич Звягин (род. 17 февраля 1971, Москва) — советский и российский хоккеист, вратарь. Мастер спорта международного класса. Тренер.

## Карьера
Воспитанник ЦСКА. Начал карьеру в сезоне 1990/91 в «Крылья Советов» (Москва). В 1993 году, после недолго пребывания в ЦСКА (Москва) уехал в США, где выступал за команды «Русские пингвины» (1993/94), «Детройт Фэлконс» (1994/95 — 1995/96), «Куод Сити Мэллардс (1995/96 — 1998/99), „Эдирондак АйсХокс“ (2000/01 — 2001/02)/. Сезон 1999/2000 провёл в Германии, играл за N»Нордхорн" и «Крокодайлс Гамбург».
В 2002 вернулся в Россию, выступал за «Нефтехимик». В 2005—2008 годах играл за «Динамо» Москва. В сезоне 2007/08 играл за «Торпедо» Нижний Новгород, в сезоне 2008/09 — в «Локомотиве» Ярославль. Начало сезона 2009/10 провёл в команде «Витязь» Чехов. Играл за, «Флинт Дженералс» (IHL) в 2009—2010 годах.
С июля 2012 года — тренер вратарей команды «Барыс» (Астана, Казахстан).
С 30 января 2015 года — тренер вратарей команды «Металлург» (Магнитогорск).
С 19 марта 2024 — исполняющий обязанности главного тренера команды «Авангард» (Омск), с 1 апреля — главный тренер, с 27 ноября, после заключения контракта с Ги Буше — исполняющий обязанности главного тренера, 3 декабря покинул клуб.
Сын Джулиан Стефан (род. 2002) играл на позиции вратаря.

## Достижения
- Обладатель Кубка европейских чемпионов 2006
- Победитель хоккейного Евротура 2005/06
- Бронзовый призёр чемпионата мира 2005 в составе сборной России.
- Лучший вратарь UHL сезона 1996/1997
- Самый полезный игрок плей-офф UHL сезона 1996/97
- Серебряный призёр молодёжного чемпионата мира 1991
- Чемпион Европы среди юниоров 1990
- Обладатель Кубка Гагарина (2021)